# هاري بيلد
هاري بيلد (بالسويدية: Harry Bild)‏ هو لاعب كرة قدم سويدي في مركز الهجوم، ولد في 18 ديسمبر 1936 في فاكسيو في السويد. شارك مع منتخب السويد لكرة القدم. أما مع النوادي، فقد لعب مع فاينورد ونادي أوسترس ونادي زيورخ.

## وصلات خارجية
- هاري بيلد على موقع الاتحاد الأوربي (الإنجليزية)
- هاري بيلد على موقع اتحاد السويد (السويدية)
- هاري بيلد على موقع قاعدة بيانات كرة القدم.إي يو (الإنجليزية)
- هاري بيلد على موقع ناشيونال فوتبول تيمز (الإنجليزية)
- هاري بيلد على موقع عالم كرة القدم.نت (الإنجليزية)